# 外崎 (弘前市)
外崎（とのさき）は、青森県弘前市の地名。郵便番号は036-8094。

## 地理
青森県道109号弘前平賀線沿いの町。北は城東中央、東は高田、南は豊田、南西から西にかけて城東に接する。

## 沿革
- 1889年（明治22年）～現在 - はじめは豊田村の一部で、のちに弘前市大字外崎一～五丁目になる。
- 1891年（明治24年） - 当時の記録では、人口561・戸数75・厩30であった。
- 1966年（昭和41年） - 一部が南大町になる。
- 1973年（昭和48年） - 一部が城東一～二丁目、城東中央一～四丁目、城東北一～三丁目、稲田二丁目になる。
- 1975年（昭和50年） - 一部が城東北四丁目になる。
- 1976年（昭和51年） - 一部が城東四丁目になる。
- 1977年（昭和52年） - 一部が高田一丁目になる。
- 1983年（昭和58年） - 一部が南大町一～二丁目になる。

## 世帯数と人口
2017年（平成29年）6月1日現在の世帯数と人口は以下の通りである。
| 丁目       | 世帯数  | 人口    |
| ---------- | ------- | ------- |
| 外崎一丁目 | 205世帯 | 386人   |
| 外崎二丁目 | 169世帯 | 398人   |
| 外崎三丁目 | 114世帯 | 215人   |
| 外崎四丁目 | 135世帯 | 274人   |
| 外崎五丁目 | 120世帯 | 260人   |
| 計         | 743世帯 | 1,533人 |

## 施設

### 教育
- ひがし保育園

### 医療
- 浅間接骨院
- 千葉接骨院
- 大和泌尿器科医院
- レディスクリニックすごう

### 商業
- サークルK弘前外崎店
- トヨタカローラ青森
- ほっかほっか亭外崎店
- NTTドコモショップ弘前南店
- HondaCars青森

### その他
- 日本年金機構 弘前年金事務所

## 小・中学校の学区
市立小・中学校に通う場合、学区は以下の通りとなる。
| 大字       | 番・番地 | 小学校             | 中学校             |
| ---------- | -------- | ------------------ | ------------------ |
| 外崎一丁目 | 全域     | 弘前市立豊田小学校 | 弘前市立第五中学校 |
| 外崎二丁目 | 全域     | 弘前市立豊田小学校 | 弘前市立第五中学校 |
| 外崎三丁目 | 全域     | 弘前市立豊田小学校 | 弘前市立第五中学校 |
| 外崎四丁目 | 全域     | 弘前市立豊田小学校 | 弘前市立第五中学校 |
| 外崎五丁目 | 全域     | 弘前市立豊田小学校 | 弘前市立第五中学校 |

## 交通
- 弘南バス
  - 年金事務所前、城東二丁目（弘前駅 - 川先経由 - さくら野弘前店線）停留所。
  - 外崎、運動公園入口（弘前駅 - 福田・さくら野弘前店経由 - 弘前駅城東口線、他）停留所。
  - 城東中央三丁目、城東二丁目（城東環状100円バス、他）停留所。